# Togoische Beachhandball-Nationalmannschaft der Frauen
Die togoische Beachhandball-Nationalmannschaft der Frauen (auch togolesische Beachhandball-Nationalmannschaft der Frauen) repräsentiert den togoischen Handball-Verband als Auswahlmannschaft auf internationaler Ebene bei Länderspielen im Beachhandball gegen Mannschaften anderer nationaler Verbände.
Als Unterbau fungiert die Nationalmannschaft der Juniorinnen, die bislang aber noch keine internationalen Turniere bestritten hat. Das männliche Pendant ist die Togoische Beachhandball-Nationalmannschaft der Männer.

## Geschichte
Die togoische Beachhandball-Nationalmannschaft der Frauen wurde bislang erst einmal zusammengestellt. Für die erste weltweite Meisterschaft, die World Games 2001, die zudem als inoffizielle ersten Weltmeisterschaften fungierten, wurden bei den Frauen wie bei den Männern die Vertretungen Togos eingeladen. Nach fünf Niederlagen in der Vorrunde spielte die Mannschaft gegen die Vertretung Chinas um den fünften Rang. Nach zwei unentschieden ausgegangenen Durchgängen verlor Togo den letzten Durchgang deutlich gegen China. Seitdem gab es keine weiteren Einsätze einer weiblichen Mannschaft Togos. Togos Beachhandball kam erst gegen Ende der 2010er Jahre auf die internationale Bühne zurück, als die Nachwuchs-Nationalmannschaften für die Juniorenweltmeisterschaft 2017 gemeldet wurden, wobei am Ende aber nur die Junioren, nicht aber die Juniorinnen antraten und damit auch die Chance auf eine Qualifikation zu den Olympischen Jugendspielen 2018 verpassten. Die Männermannschaft gewann bei den African Beach Games 2019 bei der Rückkehr auf die internationale Bühne die Silbermedaille.

## Teilnahmen
| World Games - 2001: 6. - 2005: nicht eingeladen - 2009: nicht eingeladen - 2013: nicht qualifiziert - 2017: nicht qualifiziert - 2022: nicht qualifiziert | World Beach Games - 2019: nicht qualifiziert - 2023: nicht qualifiziert African Beach Games - 2019: keine Teilnahme - 2023: | Weltmeisterschaften - 2001: 6. - 2004: nicht qualifiziert - 2006: nicht qualifiziert - 2008: nicht qualifiziert - 2010: nicht qualifiziert - 2012: nicht qualifiziert - 2014: nicht qualifiziert - 2016: nicht qualifiziert - 2018: nicht qualifiziert - 2020: nicht qualifiziert, abgesagt - 2022: nicht qualifiziert |

- WG 2001: Kader derzeit nicht bekannt